# Huracán Catarina
El huracán Catarina (pronunciación en portugués: /kataˈɾinɐ/) fue un muy inusual ciclón tropical en el Atlántico Sur que impactó al sur de Brasil a finales de marzo de 2004. La tormenta se formó de una vaguada barotrópica, o de núcleo frío, de magnitud alta el 12 de marzo. Una semana después, el 19 de marzo, la perturbación se formó a lo largo de la vaguada y se desplazó hacia el este-sureste hasta el 22 de marzo cuando una cresta causó el cese del desplazamiento de la perturbación. Este se encontraba en un ambiente inusualmente favorable con la influencia de una cizalladura vertical de viento por debajo del promedio y temperatura superficial del mar sobre el promedio. La combinación de estos dos factores lideró a la lenta transición de un ciclón extratropical a un ciclón subtropical el 24 de marzo. El sistema continuó en obtener características tropicales y se convirtió en una tormenta tropical al siguiente día mientras sus vientos incrementaron. La tormenta alcanzó vientos máximos sostenidos en un minuto de 120 km/h -equivalente a un huracán mínimo de categoría uno en la escala de huracanes de Saffir-Simpson- el 26 de marzo. A ese tiempo fue nombrado extraoficialmente como: Catarina y fue el primer ciclón tropical registrado en alcanzar la intensidad de huracán en el océano Atlántico sur. Inusualmente, las condiciones favorables persistieron y el Catarina continuó intensificándose y se estimó que alcanzó un pico de vientos sostenidos en un minuto de 155 km/h el 28 de marzo. El centro de la tormenta tocó tierra a finales de ese día entre las ciudades de Passo de Torres y Balneário Gaivota, estado de Santa Catarina. El Catarina rápidamente se debilitó después del contacto con tierra y se disipó al siguiente día.
Desde que el Catarina se convirtiera en el primer ciclón tropical en tocar tierra desde la creación de los registros, los daños fueron relativamente severos. Aunque la tormenta fue un evento sin precedentes, las autoridades brasileñas tomaron acciones apropiadas y alertaron a la población sobre la aproximante tormenta. Los residentes captaron las alertas y se prepararon para la tormenta evacuando a montado de sus casas. El Catarina destruyó 1500 casas y dañó alrededor de 40 000 más. Los daños severos también fueron registrados en el campo de la agricultura, donde alrededor del 85% de los cultivos de banano y el 40% del cultivo de arroz fueron perdidos en la tormenta. A pesar de la falta de un plan eficiente para la tormenta, solo tres personas perdieron la vida y 75 más resultaron lesionadas. Los daños de la tormenta acumularon los $350 millones (2004 USD; 565 millones 2025 USD).

## Historia meteorológica
El 12 de marzo un núcleo frío estacionado en las capas altas se estableció en el exterior de la costa del sur de Brasil. Una perturbación se formó a lo largo del día 19, y se movió en dirección sudeste hasta el 22, cuando un frente le mantuvo estacionario. Con vientos en las capas altas siendo excepcionalmente favorables y una temperatura media del mar por encima de lo normal de entre 24 y 26 °C, gradualmente se desarrolló, pareciendo una tormenta subtropical el día 24. Localizada a 1010 al este-sudeste de Florianópolis, se movió lentamente hacia el oeste, y comenzó a parecer una tormenta tropical el 25.
La tormenta compacta, continuó moviéndose hacia el oeste mientras se intensificaba, alcanzando fuerza de huracán el día 26. Un periódico brasileño habló de un "Furacão (huracán en portugués) amenazando Santa Catarina (el estado brasileño)". En parte, a causa de ello, la tormenta tuvo el nombre extraoficial de Catarina. Siguió encontrado condiciones favorables, y alcanzó un pico de vientos sostenidos estimado en 160 km/h, que le convirtió en un huracán de categoría 2 en la Escala de huracanes de Saffir-Simpson. Las rachas llegaron a alcanzar los 180 km/h. El ciclón entró en tierra con esa intensidad, golpeando el norte de la localidad de Torres (noreste del extremo norte del estado brasileño de Río Grande del Sur). Catarina se disipó rápidamente sobre tierra del modo en que lo hacen los ciclones tropicales normales.

## Conflictos sobre el nombre

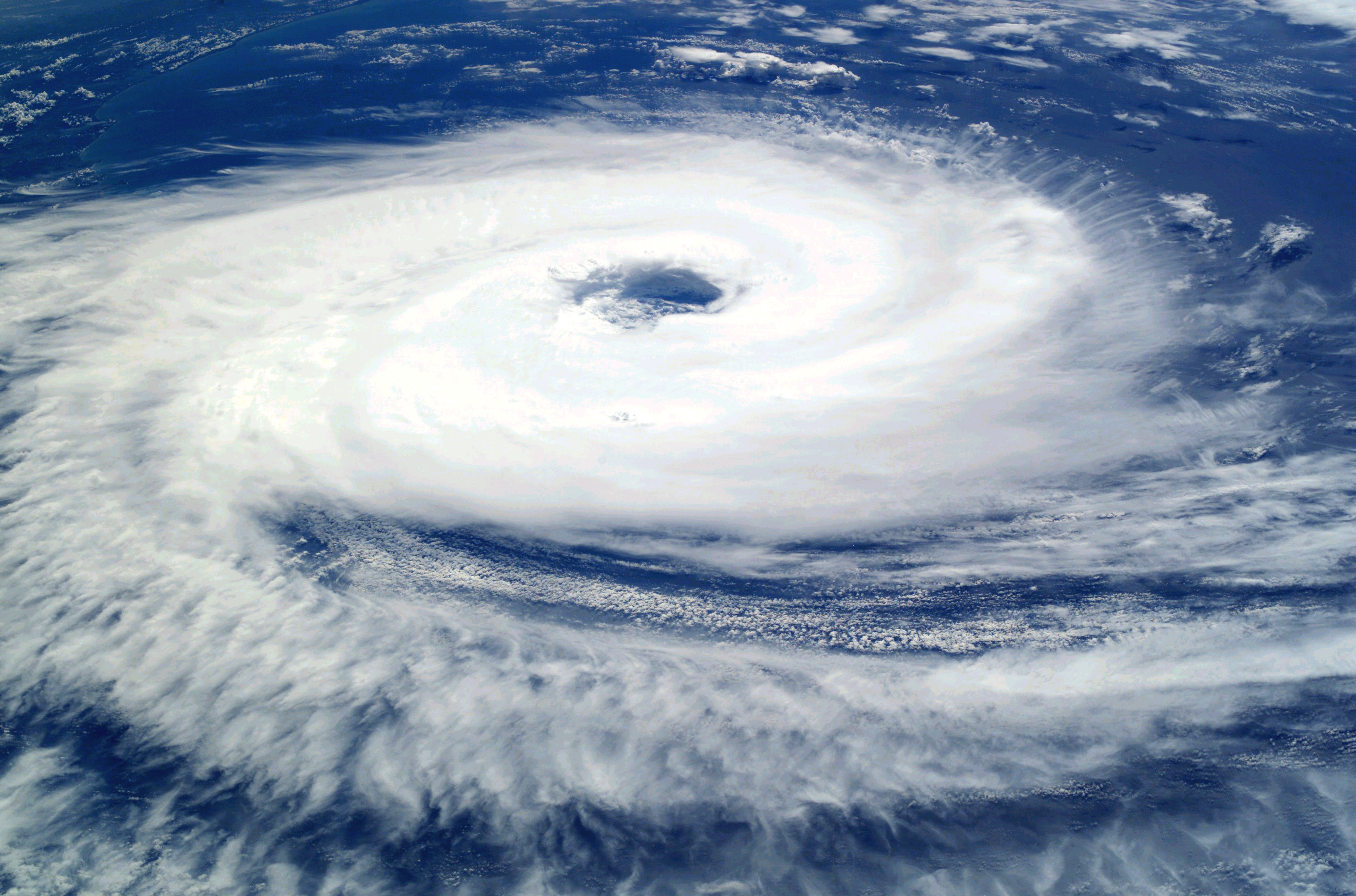
El Catarina, visto desde la Estación Espacial Internacional.

Los meteorólogos brasileños llamaron a la tormenta Catarina por su proximidad (y eventual entrada en tierra) al estado de Santa Catarina, aunque los pronosticadores del gobierno negaron inicialmente que la tormenta, que claramente tenía un ojo abierto y otras características tropicales, fuera un huracán.
Los pronosticadores estadounidenses, sin embargo, a pesar de su sorpresa, lo consideraron inmediatamente un huracán debido a las evidencias derivadas de las imágenes por satélite. Ya que tenía una estructura clara, con una pared limitada por la profunda convección del revestimiento central, bandas espirales exteriores bien definidas, estructura de salida, temperaturas del mar cálidas (superiores a 26 °C), poca cizalladura, una borrasca de núcleo cálido, y todas las características tropicales, fue considerado un huracán por el Centro Nacional de Huracanes en Estados Unidos.
Aunque es comúnmente conocido como Catarina, todos los nombres para esta tormenta son "extraoficiales", ya que ninguna agencia meteorológica afiliada a la Organización Meteorológica Mundial que monitorizan huracanes le dio nombre. (Los nombres de los ciclones tropicales son predeterminados por un comité internacional de la Organización Meteorológica Mundial). También fue llamado "Aldonça", y los nombres para sus avisos fueron "01T-ALPHA" de la Oficina Meteorológica de Reino Unido, y "50L-NONAME" desde el Centro Nacional de Huracanes de Estados Unidos, que lo mantiene fuera de la designación normal, que comienza con 1L para tormentas con nombre y usa 90L a 99L para posibles tormentas.
Tampoco hay una convención oficial sobre el término meteorológico para ciclones tropicales con vientos de al menos 119 km/h (por ej. huracán, tifón, ciclón) en la región del Atlántico Sur; sin embargo, dado que fue en el Hemisferio Sur, se le considera normalmente como Ciclón Catarina, el término predominante para ciclones tropicales en ese hemisferio.

## Formación extraña
Típicamente, los ciclones tropicales no se forman en el océano Atlántico Sur, debido a la fuerte cizalladura, temperaturas frías del agua, y la ausencia de una zona de convergencia de convección. Ocasionalmente, como se ha podido ver en 1991 y principios de 2004, las condiciones pueden ser algo más favorables. Para Catarina, fue una combinación de anomalías atmosféricas y climáticas. Las temperaturas del agua en el recorrido de Catarina variaron entre los 24 y 25 °C, algo menos de los 26,5 °C de un ciclón normal, pero suficiente para una tormenta de origen baroclínico.

## Impacto
Catarina trajo duras inundaciones consigo. Debido al rechazo del conocimiento de las características tropicales y la potencia del sistema por los meteorólogos brasileños, muchas personas no buscaron refugio, aumentando el riesgo de sufrir daños. Finalmente, la tormenta dañó alrededor de 40 000 hogares y destruyó 1500; el 85% de la cosecha de plátano y el 40% de la de arroz se perdió; los daños totales se estimaron en $350 millones (USD de 2004). También mató al menos a tres personas y provocó heridas y/u otras lesiones en al menos 75 más.